# Rabia Bala Hatun
Rabia Bala Hatun (turco ottomano: رابعہ بالا ھاتون, lett. "primavera" o "giovinezza"; 1259 circa – Bilecik, gennaio 1324) è stata una nobildonna ottomana, figlia dello Sceicco Edebali e moglie del primo sovrano ottomano Osman I.

## Nome e identità
Per molto tempo, Bala Hatun fu confusa, scambiata o fusa con Malhun Hatun, un'altra moglie di Osman I e madre del suo successore Orhan I, il che rende particolarmente difficoltoso stabilire quando, nelle fonti, ci si riferisce a Bala o invece a Malhun. Tuttavia, esiste ormai consenso sul fatto che le due fossero donne diverse e che Bala fosse la figlia di Edebali, mentre Malhun la figlia di Ömer Abdülaziz Bey. 

## Biografia
Rabia Bala Hatun nacque presumibilmente intorno al 1259, da Edebali, noto leader religioso, e da sua moglie Ildiz Hatun. 
Edebali era uno stretto alleato di Osman e, secondo la tradizione, fu lui a donargli la famosa spada Ghazi. Per cementificare l'alleanza, prima del 1281 Edebali diede in sposa a Osman sua figlia Bala: col matrimonio, i territori Ahis passarono sotto il controllo di Osman, mentre Edebali divenne il primo Qadi del nascente principato ottomano. Osman e Bala ebbero un figlio, Alaeddin Ali. 
Bala morì nel gennaio 1324 a Bilecik, dove era tornata da diversi anni per stare vicino all'anziano padre, a cui però premorì. Venne sepolta lì coi suoi genitori all'interno di un complesso di mausolei fatto erigere dal suo figliastro Orhan I e ristrutturato, secoli dopo, da Abdulhamid II. 

## Discendenza
Da Osman I, ebbe almeno un figlio:
- Alaeddin Ender Ali Pasha (1281 - giugno 1331). Governatore di Bilecik e fondatore di diverse mosche a Bursa. I suoi discendenti sono tracciabili fino al XVI secolo.

## Cultura popolare
- Nella serie TV turca Kuruluş: Osman, Bala Hatun è interpretata dall'attrice Özge Törer[12][13][14].